# Csomád
Csomád é um município da Hungria, situado no condado de Peste. Tem 12,38 km² de área e sua população em 2015 foi estimada em 1.650 habitantes.